# Schuldübernahme
Die Schuldübernahme ist im deutschen Schuldrecht ein Vertrag, bei dem eine Schuld von einem Dritten gegenüber dem Gläubiger in der Weise übernommen wird, dass der Dritte an die Stelle des abgelösten Schuldners tritt. Da die Vertragsparteien der Gläubiger einer Forderung einerseits und der Übernehmer der Schuld andererseits sind, handelt es sich um eine ausnahmsweise wirksame „Verfügung zugunsten eines Dritten“, nämlich des Schuldners (Schuldbefreiung).

Einordnung der Schuldübernahme

## Allgemeines
Die Schuldübernahme hat sich im römischen Recht aus der altzivilen Stipulation entwickelt, mit deren Wegfall sich Formzwänge verloren. Der Code civil ließ mit Art. 1274 CC für den Eintritt des Neuschuldners ins Vertragsverhältnis eine einfache Einigung mit dem Gläubiger genügen. Im deutschen Rechtskreis setzte sich zudem die Überzeugung durch, dass die Schuldübernahme keine neue Schuld begründe, sondern lediglich die Parteien ausgetauscht werden. So wurde dies letztlich in Preußen auch kodifiziert (vgl. insoweit § 399 I 14 PrALR). Auch das österreichische bürgerliche Gesetzbuch (§§ 1406 f. ABGB) und das Obligationenrecht der Schweiz (Art. 176, 178 OR) nahmen die Idee in ihren Bestimmungen auf, letztlich entstand § 414 BGB.
Eine Schuld muss nicht bis zu ihrer Erfüllung beim selben Schuldner verbleiben, sie kann den Schuldner wechseln, sie kann damit  übertragen werden. Wechselt der Gläubiger einer Forderung, wird von der Forderungsabtretung gesprochen. Während es bei der Abtretung keiner Mitwirkung des Schuldners bedarf, erfordert die Übernahme einer Schuld durch einen anderen Schuldner stets die Beteiligung des Gläubigers. Das Bedürfnis, den Schuldner aus einem bestehenden Schuldverhältnis auszuwechseln, besteht insbesondere dann, wenn Gegenstände veräußert werden, die Anlass für das Entstehen der Schulden gewesen sind und künftig vom Erwerber beglichen werden sollen. Wird beispielsweise eine kreditfinanzierte und deshalb (regelmäßig) mit Grundpfandrechten belastete Immobilie veräußert, so kann der Käufer diese Grundpfandrechte nebst valutierter Schulden unter Anrechnung auf den Kaufpreis im Grundstückskaufvertrag übernehmen.

## Arten
Es gibt zwei Arten der Schuldübernahme:
Bei der befreienden (privativen) Schuldübernahme scheidet der Altschuldner aus, denn er wird von seiner Schuld befreit. An dessen Stelle tritt der neue Schuldner mit allen bisherigen Rechten und Pflichten des Altschuldners. Die befreiende Schuldübernahme ist gesetzlich geregelt, sie ist ein abstraktes Verfügungsgeschäft. Da gleichzeitig die inhaltsgleiche Verbindlichkeit übernommen wird, ist er zudem ein Verpflichtungsgeschäft, ohne dass sie eine Rechtsnachfolgeregelung im Sinne der §§ 265, 325 und 727 ZPO darstellte. Nach herrschender Meinung kann die befreiende Schuldübernahme formfrei und damit auch konkludent (stillschweigend) geschlossen werden. Der Entlassungswille des Gläubigers muss deutlich zum Ausdruck kommen, da bereits nach Auffassung des Reichsgerichts ansonsten von einem bloßen Schuldbeitritt ausgegangen werden müsse.
Bei der kumulativen Schuldübernahme (Schuldbeitritt oder Schuldmitübernahme) bleibt der Altschuldner aus dem Rechtsgeschäft weiterhin verpflichtet, der neue Schuldner tritt lediglich als weiterer Schuldner in das Schuldverhältnis ein, was zu einer Verbesserung der Rechtsposition des Gläubigers führt. Nunmehr haften zwei Schuldner dem Gläubiger als Gesamtschuldner. Die Schuldübernahme ist gesetzlich nicht geregelt, als freiwillige Gesamtschuldnerschaft gemäß § 311 Abs. 1 BGB und aufgrund des Verkehrsbedürfnisses allerdings zulässig.

## Weitere Rechtsfragen
Die Schuldübernahme stellt eine Interzession dar, da einer für die Schuld eines anderen haftet. Überträgt der Schuldner seine Verpflichtung vor Fälligkeit der zugrundeliegenden Forderung auf einen anderen, so verlangt § 414 BGB eine Einigung zwischen dem Gläubiger und dem neuen Schuldner. Da der Gläubiger selbst am Vertrag beteiligt ist, bedarf die Schuldübernahme nicht der Zustimmung des Schuldners. Der Schuldner hat auch kein Zurückweisungsrecht, eine Anwendbarkeit des § § 333 BGB aus dem Recht des Vertrages zugunsten Dritter bestünde nicht. Erfolgt die Schuldübernahme zwischen Neuschuldner und Altschuldner, so bedarf das Geschäft zwingend der Genehmigung durch den Gläubiger, § 415 Abs. 1 BGB. Notwendig ist die Zustimmung deshalb, weil für den Gläubiger stets die Gefahr besteht, dass der neue Schuldner für ihn ein Ausfallrisiko bedeuten würde und dessen Bonität stets ausschlaggebend ist.
Die herrschende Meinung nimmt an, dass Schuldner und Übernehmer über die Forderung des Gläubigers zunächst als Nichtberechtigte verfügen und der Gläubiger diese Verfügung im Sinne von § 185 Abs. 2 BGB dann genehmigt. Eine andere in der Literatur vorhandene Meinung geht davon aus, dass zwischen dem Gläubiger und dem Übernehmer ein Vertrag analog zu § 414 BGB zustande kommt, so dass der Übernahmevertrag zwischen Schuldner und Übernehmer nach § 415 BGB letztlich nur die Causa darstellt und die Mitteilung an den Gläubiger gemäß § 415 Abs. 1 Satz 2 BGB ein Angebot. Von den Rechtsfolgen her unterscheiden sich beide Meinungen insbesondere darin, dass bei letzterer eine ex-nunc-Wirkung und Formbedürftigkeit der Genehmigung anzunehmen ist, wohingegen bei ersterer eine ex-tunc-Wirkung und Formfreiheit zu bejahen wäre.
Besonders geregelt ist die Übernahme einer Hypothekenschuld (§ 416 BGB), die beim Grundstückskaufvertrag eine Rolle spielt.
Durch die Schuldübernahme wird der Inhalt der Schuld nicht verändert (§ 417 Abs. 1 BGB), allerdings erlöschen gemäß § 418 Abs. 1 BGB mit der Schuldübernahme die für die Schuld bestellten akzessorischen Kreditsicherheiten, etwa eine Bürgschaft oder ein bestelltes Pfandrecht. Die – ebenfalls akzessorische – Hypothek dagegen erlischt nicht, sie wird zur Eigentümerhypothek. Die Vorschrift des § 418 BGB ist nicht nur auf die Hypothek, sondern auch auf die – nicht akzessorische – Sicherungsgrundschuld anwendbar. Dem neuen Schuldner stehen die gleichen Einwendungen zu, die der frühere Schuldner dem Gläubiger entgegenhalten konnte (§ 417 Abs. 1 Satz 1 BGB).

## International
Im österreichischen Schuldrecht ist die Schuldübernahme in den §§ 1405 ff. ABGB ähnlich geregelt wie in Deutschland. Wer einem Schuldner erklärt, seine Schuld zu übernehmen (Schuldübernahme), tritt als Schuldner an dessen Stelle, wenn der Gläubiger einwilligt (§ 1405 ABGB). Wer einem Schuldner verspricht, die Leistung an dessen Gläubiger zu bewirken, haftet dem Schuldner aus Erfüllungsübernahme gemäß § 1404 ABGB dafür, dass der Gläubiger ihn nicht in Anspruch nehme. Der Bürge haftet nur dann weiter, wenn er dem Schuldnerwechsel zugestimmt hat (§ 1407 Abs. 2 ABGB). In der Schweiz regeln die Art. 175–183 OR die Schuldübernahme. Die befreiende Schuldübernahme erfordert gemäß Art. 176 OR einen Vertrag zwischen neuem Schuldner und Gläubiger, Nebenrechte zur Schuld bleiben bestehen und Bürgen haften nach ihrer Zustimmung weiter (Art. 178 OR). Die Unwirksamkeit des Vertrages lässt das ursprüngliche Schuldverhältnis wieder aufleben (Art. 180 OR).